# Фолксваген арена (Волфсбург)
Фолксваген арена је фудбалски стадион у Волфсбургу, Немачка. Представља домаћи терен немачке Бундеслигашке екипе ФК Волфсбург. 
Такође је позната и као „ВфЛ Волфсбург арена” због УЕФА спонзорских прописа) налази се у Доњој Саксонији. Стадион је отворен 2002. године и добио је име по аутомобилској групи Волксваген АГ. Фолксваген арена има капацитет од 30.000: 22.000 седишта и 8.000 места за стајање. Налази се у Алерпарку.

## Историја
Године 1997. ВфЛ Волфсбург је промовисан у Бундеслигу, немачку премијерлигу, што је довело до тога да Фолксваген група појача своју посвећеност клубу. Разговори о изградњи новог стадиона почели су крајем 1997. јер ВфЛ-Стадион ам Елстервег није испуњавао услове Бундеслиге. Изградња новог стадиона је коначно почела 2001. Стадион је првобитно назван „Арена ан дер Берлинер Бруке“ („Арена поред Берлинског моста“).  У то време, цена новог стадиона процењена је на 99,8 милиона ДМ. Конструктор Волксваген Арене је био Волфсбург АГ. И град и Волксваген група поседују половину компаније. Упоредо са почетком изградње арене, у Аллерпарку је реализовано још више пројеката за одмор и рекреацију, укључујући водени парк БадеЛанд Волфсбург. Церемонија допуњавања стадиона одржана је у мају 2002. године. Радови су завршени у децембру 2002. године након укупно 19 месеци изградње.
Стадион је званично отворен 13. децембра 2002. и коштао је укупно €53 милиона. Спортски магазин Кикер назвао је Фолксваген арену „храмом са стакленом фасадом“. Други медији су отварање стадиона повезивали са амбицијом ВфЛ Волфсбурга да игра у Лиги шампиона. Број гледалаца на домаћим утакмицама значајно се повећао у другој половини сезоне 2002-03. Прва фудбалска утакмица на стадиону одиграна је између ВфЛ Волфсбурга и ВфБ Штутгарта. У априлу 2003. године први пут су распродате карте за утакмицу против Хановера 96 у Фолксваген арени. Прва међународна утакмица на стадиону одиграна је у јуну исте године између Немачке и Канаде. У наредним годинама, стадион је коришћен за концерте које су изводили уметници као што су Херберт Гронемејер (2003), Анастазиа (2005) и Елтон Џон (2006). Прослава 25. милиона произведеног ВВ Голфа такође је одржана у Волксваген Арени.
Године 2008. Фолксваген арена је забележила рекордну посећеност. Исте године је изграђена троспратна навијачка зграда северозападно од стадиона.  У наредној години извршене су бројне промене на стадиону и око њега, на пример изградња нових терена за тренинг 2009. године и реновирање седишта у ложи, између осталог, 2012. године. Највеће проширење у непосредној близини Фолксваген арене почело је 2013. године, када је поред арене изграђен АОК стадион капацитета 5.000 људи. Ово сада користе тимови као што су женски и омладински тимови ВфЛ Волфсбурга. Изграђен је и ВфЛ центар, нови центар за обуку професионалних фудбалера на три спрата. У почетку су га неки фанови критиковали.
Пресељењем професионалних фудбалера из Фолксваген арене у ВфЛ центар, ослобођен је простор за капелу као и за друге објекте. ВфЛ ФуßбаллВелт (ВфЛ ФутбалВорлд) отворен је 2015. године у непосредној близини Фолксваген арене, пружајући простор за интерактивну изложбу о ВфЛ Волфсбургу.  Ово води до клупског фудбалског музеја из 2004. године.

### Светско првенство у фудбалу за жене 2011.
Фолксваген-Арена је била домаћин четири утакмицеСветско првенство у фудбалу за жене 2011..
| датум        | Екипа #1 | Резултат | Екипа #2         | Коло         | Посета |
| ------------ | -------- | -------- | ---------------- | ------------ | ------ |
| 27. јун 2011 | Мексико  | 1–1      | Енглеска         | Група Б      | 18 702 |
| 3. јун 2011  | Бразил   | 3–0      | Норвешка         | Група Д      | 26 067 |
| 6. јун 2011  | Шведска  | 2–1      | Сједињене Државе | Група Ц      | 23 468 |
| 9. јун 2011  | Немачка  | 0–1      | Јапан            | Четвртфинале | 26 067 |